# Wilhelm Koban
Wilhelm Koban (* 2. Oktober 1885 in Mörfelden; † 14. Mai 1961) war ein deutscher Architekt.

## Leben
Koban studierte zunächst an der Landesbaugewerkschule Darmstadt. Später wechselte er an die Technische Hochschule Darmstadt zu Friedrich Pützer. Kobans Spezialität waren „herrschaftliche Einfamilienhäuser“ und „Direktorenvillen“.
Zwischen 1908 und 1936 betreute Wilhelm Koban in Darmstadt, Eberstadt sowie der näheren Umgebung den Bau von 36 Wohnhäusern. Für HEAG-Direktor Gustav Brandis entwarf er 1924 eine Villa im Voglerweg 5 in Darmstadt. Das Geschäftshaus Stegmüller in Darmstadt wurde 1932 ebenfalls von Koban geplant und ausgeführt; 1944 wurde es bei einem Bombenangriff zerstört.
In Buchschlag plante er zwischen 1908 und 1933 insgesamt 15 große Einfamilienhäuser. In Frankfurt am Main und Umgebung entstanden zur gleichen Zeit 14 mittlere bis größere Wohnbauten. Drei seiner zahlreichen Entwürfe für „hochherrschaftliches Wohnen“ wurden 1910 in Berlin prämiert.
Während der Zeit des Nationalsozialismus durfte Wilhelm Koban zwischen 1936 und 1945 nicht als Architekt arbeiten, da er Kommunist war. Nach Ende des Zweiten Weltkrieges war Koban aktiv am Wiederaufbau beteiligt. Einfamilien- und Geschäftshäuser in Darmstadt und Groß-Gerau wurden von ihm geplant. Seit 1946 war er Mitglied der Künstlervereinigung Darmstädter Sezession. 1950 diktierte Wilhelm Koban seiner zweiten Frau eine nicht ganz vollständige Liste all seiner Bauten, die heute im Stadtarchiv Darmstadt einzusehen ist.
Das bedeutendste seiner Werke ist sein eigenes Wohnhaus, das Haus Koban im Richard-Wagner-Weg 28 in Darmstadt, das in den Jahren 1926/1927 erstellt wurde. Der kubistische, expressionistische Klinkerbau war das erste private Einfamilienhaus in Darmstadt mit einem Flachdach. Der karg und streng wirkende Würfel hat eine sehr individuelle Anmutung. Ein großes Wandrelief, erstellt von der Bildhauerin Elisabeth Westermann-Pfähler, gibt dem Klinkerbau eine ganz besondere Note.